# Échec et Mat
Échec et Mat – belgijski dwumiesięcznik szachowy, wydawany w latach 1947–1949 pod redakcją V.Soultanbeieffa.